# Pierluigi Cera
Pierluigi Cera (Legnago, 25 febbraio 1941) è un ex calciatore italiano, di ruolo centrocampista o libero.
Ha legato la propria carriera al Cagliari, conquistando con i sardi lo scudetto del 1969-1970.

## Carriera

### Club

Cera capitano del Cesena negli anni 70

Esordì in Serie A a soli 17 anni con il Verona, il 4 maggio 1958 contro il Milan. Dopo sei campionati di Serie B con gli scaligeri, per il campionato 1964-65 approda al Cagliari, diventandone uno dei giocatori simbolo, nonché il capitano della squadra dello scudetto.
Con i cagliaritani Cera ha anche una esperienza nel campionato nordamericano organizzato nel 1967 dalla United Soccer Association e riconosciuto dalla FIFA, in cui i sardi giocarono nelle vesti del Chicago Mustangs, ottenendo il terzo posto nella Western Division.
Inizialmente centrocampista di contenimento, nella stagione 1969-1970 l'allenatore del Cagliari, il "filosofo" Manlio Scopigno, lo "inventò" nel ruolo di libero a seguito del grave infortunio al libero titolare Giuseppe Tomasini. Cera interpretò il ruolo in chiave molto moderna, ritrovandosi a esserne un pioniere, e venendo utilizzato anche in Nazionale durante i Mondiali del 1970.
Restò a Cagliari, schierato nuovamente in mediana, fino al 1973, anno in cui passò al Cesena. Qui tornò a fare il libero, conquistando la qualificazione alla Coppa UEFA nella stagione 1975-1976, un grande risultato.  Seguì anche nei cadetti i romagnoli dopo la retrocessione nella stagione 1976-1977.
Chiuse la carriera nel 1979, a 38 anni. In massima serie disputò 345 gare, segnando 4 reti. 
Successivamente ha ricoperto per diversi anni ruoli dirigenziali all'interno della società bianconera, in particolar modo quello di direttore sportivo, collaborazione interrotta nel 2000.

### Nazionale
Il 22 novembre 1969 esordì in nazionale contro la Germania Est e in quella stagione vinse lo storico scudetto del Cagliari.
Disputò il mondiale del 1970 arrivando in finale in compagnia di altri giocatori del Cagliari: Gigi Riva, Enrico Albertosi, Comunardo Niccolai, Angelo Domenghini, Sergio Gori.
Giocò 18 partite in nazionale A e 7 in quelle giovanili senza mai segnare.

## Riconoscimenti
- Il Cagliari lo ha inserito nella sua Hall of fame.[3]
- È inserito nella Top 11 Rossoblù - I più forti di sempre, la formazione votata dai tifosi comprendente i migliori rossoblù di sempre.[4]

## Statistiche

### Presenze e reti nei club
| Stagione        | Squadra         | Campionato      | Campionato | Campionato | Coppe nazionali | Coppe nazionali | Coppe nazionali | Coppe continentali | Coppe continentali | Coppe continentali | Altre coppe | Altre coppe | Altre coppe | Totale | Totale |
| Stagione        | Squadra         | Comp            | Pres       | Reti       | Comp            | Pres            | Reti            | Comp               | Pres               | Reti               | Comp        | Pres        | Reti        | Pres   | Reti   |
| --------------- | --------------- | --------------- | ---------- | ---------- | --------------- | --------------- | --------------- | ------------------ | ------------------ | ------------------ | ----------- | ----------- | ----------- | ------ | ------ |
| 1957-1958       | Verona          | A               | 1          | 0          | -               | -               | -               | -                  | -                  | -                  | -           | -           | -           | 1      | 0      |
| 1958-1959       | Verona          | B               | 1          | 0          | CI              | -               | -               | -                  | -                  | -                  | -           | -           | -           | 1      | 0      |
| 1959-1960       | Verona          | B               | 18         | 1          | CI              | 1               | 0               | -                  | -                  | -                  | -           | -           | -           | 19     | 1      |
| 1960-1961       | Verona          | B               | 35         | 1          | CI              | 1               | 0               | -                  | -                  | -                  | -           | -           | -           | 36     | 1      |
| 1961-1962       | Verona          | B               | 29         | 2          | CI              | 2               | 1               | -                  | -                  | -                  | -           | -           | -           | 31     | 3      |
| 1962-1963       | Verona          | B               | 33         | 2          | CI              | 4               | 0               | -                  | -                  | -                  | -           | -           | -           | 37     | 2      |
| 1963-1964       | Verona          | B               | 24         | 1          | CI              | 2               | 0               | -                  | -                  | -                  | -           | -           | -           | 26     | 1      |
| Totale Verona   | Totale Verona   | Totale Verona   | 141        | 7          |                 | 10              | 1               |                    | -                  | -                  |             | -           | -           | 151    | 8      |
| 1964-1965       | Cagliari        | A               | 34         | 1          | CI              | 3               | 1               | -                  | -                  | -                  | -           | -           | -           | 37     | 2      |
| 1965-1966       | Cagliari        | A               | 23         | 0          | CI              | 2               | 0               | -                  | -                  | -                  | -           | -           | -           | 25     | 0      |
| 1966-1967       | Cagliari        | A               | 29         | 0          | CI              | 1               | 0               | -                  | -                  | -                  | CM          | 2           | 0           | 32     | 0      |
| 1967-1968       | Cagliari        | A               | 25         | 1          | CI              | 1               | 0               | -                  | -                  | -                  | CM+CdA      | 2+5         | 0+2         | 33     | 3      |
| 1968-1969       | Cagliari        | A               | 30         | 2          | CI              | 11              | 0               | -                  | -                  | -                  | CM          | 2           | 0           | 43     | 2      |
| 1969-1970       | Cagliari        | A               | 27         | 0          | CI              | 5               | 1               | CdF                | 3                  | 0                  | -           | -           | -           | 35     | 1      |
| 1970-1971       | Cagliari        | A               | 17         | 0          | CI              | 3               | 0               | CC                 | 4                  | 0                  | CAI+TP      | 3+4         | 0+0         | 31     | 0      |
| 1971-1972       | Cagliari        | A               | 26         | 0          | CI              | 4               | 0               | -                  | -                  | -                  | CAI         | 4           | 0           | 34     | 0      |
| 1972-1973       | Cagliari        | A               | 29         | 0          | CI              | 8               | 0               | CU                 | 2                  | 0                  | -           | -           | -           | 39     | 0      |
| Totale Cagliari | Totale Cagliari | Totale Cagliari | 240        | 4          |                 | 38              | 2               |                    | 9                  | 0                  |             | 22          | 2           | 309    | 8      |
| 1973-1974       | Cesena          | A               | 29         | 0          | CI              | 6               | 0               | -                  | -                  | -                  | -           | -           | -           | 35     | 0      |
| 1974-1975       | Cesena          | A               | 30         | 0          | CI              | 4               | 0               | -                  | -                  | -                  | -           | -           | -           | 34     | 0      |
| 1975-1976       | Cesena          | A               | 29         | 0          | CI              | 4               | 0               | -                  | -                  | -                  | -           | -           | -           | 33     | 0      |
| 1976-1977       | Cesena          | A               | 16         | 0          | CI              | 4               | 0               | CU                 | 2                  | 0                  | -           | -           | -           | 22     | 0      |
| 1977-1978       | Cesena          | B               | 9          | 0          | CI              | 0               | 0               | -                  | -                  | -                  | -           | -           | -           | 9      | 0      |
| 1978-1979       | Cesena          | B               | 1          | 0          | CI              | 4               | 0               | -                  | -                  | -                  | -           | -           | -           | 5      | 0      |
| Totale Cesena   | Totale Cesena   | Totale Cesena   | 114        | 0          |                 | 22              | 0               |                    | 2                  | 0                  |             | -           | -           | 138    | 0      |
| Totale carriera | Totale carriera | Totale carriera | 495        | 11         |                 | 70              | 3               |                    | 11                 | 0                  |             | 22          | 2           | 598    | 16     |

### Cronologia presenze e reti in nazionale
| Cronologia completa delle presenze e delle reti in nazionale ― Italia | Cronologia completa delle presenze e delle reti in nazionale ― Italia | Cronologia completa delle presenze e delle reti in nazionale ― Italia | Cronologia completa delle presenze e delle reti in nazionale ― Italia | Cronologia completa delle presenze e delle reti in nazionale ― Italia | Cronologia completa delle presenze e delle reti in nazionale ― Italia | Cronologia completa delle presenze e delle reti in nazionale ― Italia | Cronologia completa delle presenze e delle reti in nazionale ― Italia |
| Data                                                                  | Città                                                                 | In casa                                                               | Risultato                                                             | Ospiti                                                                | Competizione                                                          | Reti                                                                  | Note                                                                  |
| --------------------------------------------------------------------- | --------------------------------------------------------------------- | --------------------------------------------------------------------- | --------------------------------------------------------------------- | --------------------------------------------------------------------- | --------------------------------------------------------------------- | --------------------------------------------------------------------- | --------------------------------------------------------------------- |
| 22-11-1969                                                            | Napoli                                                                | Italia                                                                | 3 – 0                                                                 | Germania Est                                                          | Qual. Mondiali 1970                                                   | -                                                                     | 50’                                                                   |
| 21-2-1970                                                             | Madrid                                                                | Spagna                                                                | 2 – 2                                                                 | Italia                                                                | Amichevole                                                            | -                                                                     |                                                                       |
| 3-6-1970                                                              | Toluca                                                                | Italia                                                                | 1 – 0                                                                 | Svezia                                                                | Mondiali 1970 - 1º turno                                              | -                                                                     |                                                                       |
| 6-6-1970                                                              | Puebla                                                                | Italia                                                                | 0 – 0                                                                 | Uruguay                                                               | Mondiali 1970 - 1º turno                                              | -                                                                     |                                                                       |
| 11-6-1970                                                             | Toluca                                                                | Italia                                                                | 0 – 0                                                                 | Israele                                                               | Mondiali 1970 - 1º turno                                              | -                                                                     |                                                                       |
| 14-6-1970                                                             | Toluca                                                                | Italia                                                                | 4 – 1                                                                 | Messico                                                               | Mondiali 1970 - Quarti di finale                                      | -                                                                     |                                                                       |
| 17-6-1970                                                             | Città del Messico                                                     | Italia                                                                | 4 – 3 dts                                                             | Germania Ovest                                                        | Mondiali 1970 - Semifinale                                            | -                                                                     |                                                                       |
| 21-6-1970                                                             | Città del Messico                                                     | Brasile                                                               | 4 – 1                                                                 | Italia                                                                | Mondiali 1970 - Finale                                                | -                                                                     | 2º posto                                                              |
| 17-10-1970                                                            | Berna                                                                 | Svizzera                                                              | 1 – 1                                                                 | Italia                                                                | Amichevole                                                            | -                                                                     |                                                                       |
| 31-10-1970                                                            | Vienna                                                                | Austria                                                               | 1 – 2                                                                 | Italia                                                                | Qual. Euro 1972                                                       | -                                                                     |                                                                       |
| 8-12-1970                                                             | Firenze                                                               | Italia                                                                | 3 – 0                                                                 | Irlanda                                                               | Qual. Euro 1972                                                       | -                                                                     |                                                                       |
| 10-5-1971                                                             | Dublino                                                               | Irlanda                                                               | 1 – 2                                                                 | Italia                                                                | Qual. Euro 1972                                                       | -                                                                     |                                                                       |
| 9-6-1971                                                              | Stoccolma                                                             | Svezia                                                                | 0 – 0                                                                 | Italia                                                                | Qual. Euro 1972                                                       | -                                                                     |                                                                       |
| 25-9-1971                                                             | Genova                                                                | Italia                                                                | 2 – 0                                                                 | Messico                                                               | Amichevole                                                            | -                                                                     |                                                                       |
| 9-10-1971                                                             | Milano                                                                | Italia                                                                | 3 – 0                                                                 | Svezia                                                                | Qual. Euro 1972                                                       | -                                                                     |                                                                       |
| 4-3-1972                                                              | Atene                                                                 | Grecia                                                                | 2 – 1                                                                 | Italia                                                                | Amichevole                                                            | -                                                                     |                                                                       |
| 29-4-1972                                                             | Milano                                                                | Italia                                                                | 0 – 0                                                                 | Belgio                                                                | Qual. Euro 1972                                                       | -                                                                     |                                                                       |
| 13-5-1972                                                             | Bruxelles                                                             | Belgio                                                                | 2 – 1                                                                 | Italia                                                                | Qual. Euro 1972                                                       | -                                                                     |                                                                       |
| Totale                                                                |                                                                       | Presenze                                                              | 18                                                                    |                                                                       | Reti                                                                  | 0                                                                     |                                                                       |

| Cronologia completa delle presenze e delle reti in nazionale ― Italia under 21 | Cronologia completa delle presenze e delle reti in nazionale ― Italia under 21 | Cronologia completa delle presenze e delle reti in nazionale ― Italia under 21 | Cronologia completa delle presenze e delle reti in nazionale ― Italia under 21 | Cronologia completa delle presenze e delle reti in nazionale ― Italia under 21 | Cronologia completa delle presenze e delle reti in nazionale ― Italia under 21 | Cronologia completa delle presenze e delle reti in nazionale ― Italia under 21 | Cronologia completa delle presenze e delle reti in nazionale ― Italia under 21 |
| Data                                                                           | Città                                                                          | In casa                                                                        | Risultato                                                                      | Ospiti                                                                         | Competizione                                                                   | Reti                                                                           | Note                                                                           |
| ------------------------------------------------------------------------------ | ------------------------------------------------------------------------------ | ------------------------------------------------------------------------------ | ------------------------------------------------------------------------------ | ------------------------------------------------------------------------------ | ------------------------------------------------------------------------------ | ------------------------------------------------------------------------------ | ------------------------------------------------------------------------------ |
| 21-9-1963                                                                      | Napoli                                                                         | Italia under 21                                                                | 2 – 0                                                                          | Tunisia under 21                                                               | Giochi del Mediterraneo 1963 - 1º turno                                        | -                                                                              |                                                                                |
| 25-9-1963                                                                      | Benevento                                                                      | Italia under 21                                                                | 6 – 0                                                                          | Siria under 21                                                                 | Giochi del Mediterraneo 1963 - 1º turno                                        | -                                                                              |                                                                                |
| 27-9-1963                                                                      | Caserta                                                                        | Italia under 21                                                                | 4 – 1                                                                          | Marocco under 21                                                               | Giochi del Mediterraneo 1963 - 1º turno                                        | -                                                                              |                                                                                |
| 29-9-1963                                                                      | Napoli                                                                         | Italia under 21                                                                | 3 – 0                                                                          | Turchia under 21                                                               | Giochi del Mediterraneo 1963 - Finale                                          | -                                                                              |                                                                                |
| 20-11-1963                                                                     | Ankara                                                                         | Turchia olimpica                                                               | 2 – 2                                                                          | Italia olimpica                                                                | Qual. Olimpiadi 1964                                                           | -                                                                              |                                                                                |
| 11-3-1964                                                                      | Bergamo                                                                        | Italia olimpica                                                                | 7 – 1                                                                          | Turchia olimpica                                                               | Qual. Olimpiadi 1964                                                           | -                                                                              |                                                                                |
| 25-6-1964                                                                      | Poznań                                                                         | Polonia olimpica                                                               | 0 – 1                                                                          | Italia olimpica                                                                | Qual. Olimpiadi 1964                                                           | -                                                                              |                                                                                |
| Totale                                                                         |                                                                                | Presenze                                                                       | 7                                                                              |                                                                                | Reti                                                                           | 0                                                                              |                                                                                |

## Palmarès

### Club
- Campionato italiano: 1

Cagliari: 1969-1970

### Nazionale
- Giochi del Mediterraneo: 1

Napoli 1963